# Лісопарк Перчем
Лісопарк Перче́м — парк-пам'ятка садово-паркового мистецтва місцевого значення, розташований у місті Судак Судацької міськради. Створений відповідно до Постанови ВР АРК № 579 від 1 грудня 1972 року.

## Опис
Землекористувачем є ДП «Судацьке лісомисливське господарство», Судацьке лісництво, квартал 39, вид. 10, площа — 4,6 га. Парк розташований у північно-західній частині місті Судак Судацької міськради, на схилах гори Перчем.
Парк створений із метою збереження насадження цінних деревно-чагарникових видів, занесених до червоних книг України та Республіки Крим, у тому числі сосни піцундської (Pinits pityusa Stev.), сосни кримської (Pinus palhsiana D. Don), ялівцю високого (Jimiperus exceisa Bieb.}, ялівцю колючого (Jimiperus oxycednis L.) та фісташки (Pistacia a! lain tea Desf)